# 帯解寺
帯解寺（おびとけでら）は、奈良県奈良市にある華厳宗の寺院。山号は子安山。本尊は地蔵菩薩。安産祈願の寺として知られる。

## 歴史

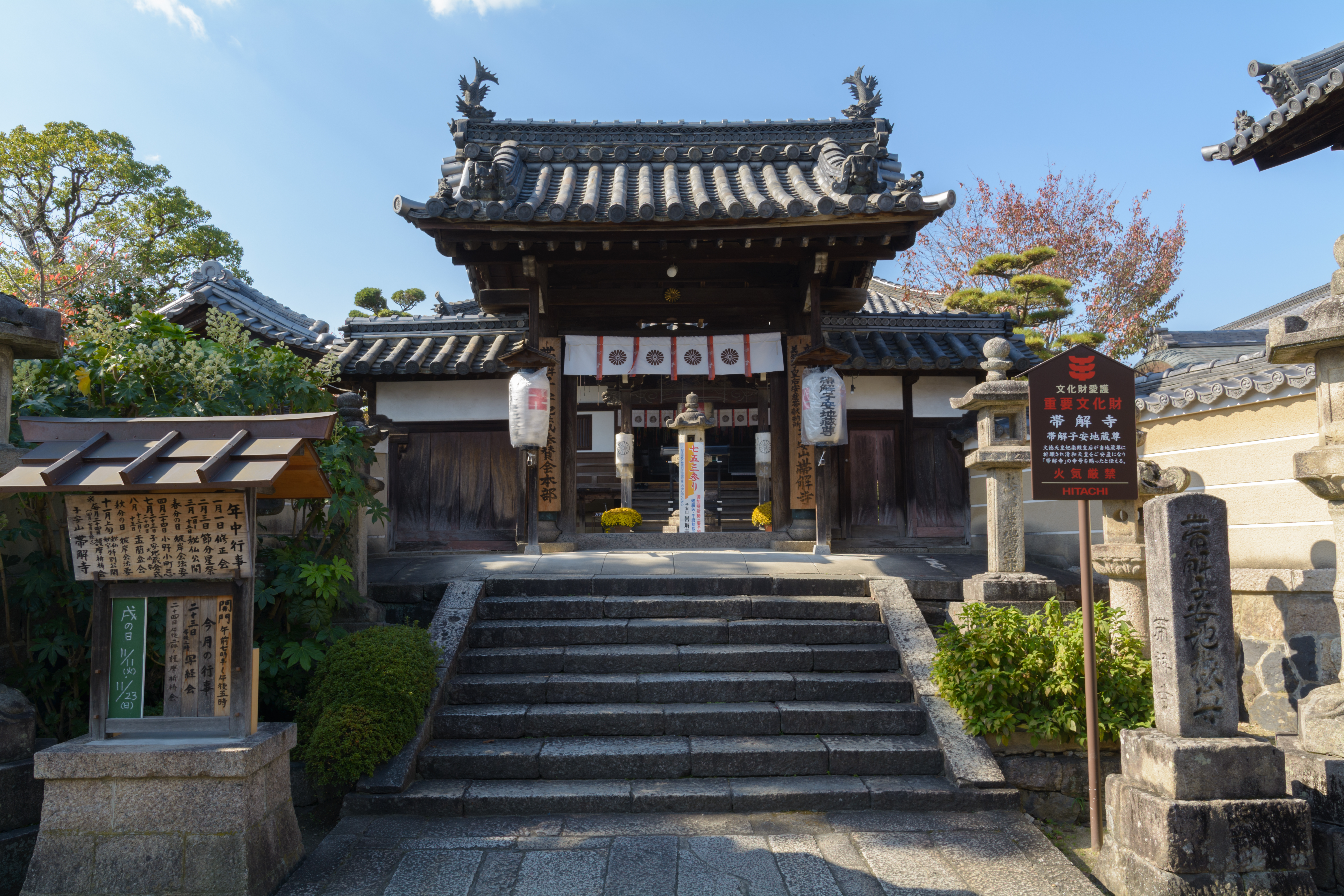
山門

寺伝では、元は霊松庵といい空海の師である勤操によって開かれた巌渕千坊の一つであったという。長らく世継ぎに恵まれなかった文徳天皇后の染殿皇后（藤原明子）が当寺にて祈願をしたところ、惟仁親王（後の清和天皇）が生まれたことから、天安2年（858年）春、文徳天皇の勅願により伽藍が建立され、勅命により帯解寺と名乗るようになったという。以来、安産・子授け祈願の寺として朝野を問わず篤い信仰を集めるようになった。
江戸時代には、江戸幕府第2代将軍・徳川秀忠の正室・江が当寺で安産を祈願して竹千代（徳川家光）を出産している。続いて第3代将軍となった家光に世継ぎがなく、側室のお楽の方が当寺にて祈願したところ竹千代（徳川家綱）を安産した。その折種々の瑞祥があり、家光は瑞祥記を当寺に下賜して仏像仏具等を寄進した。寛文3年（1663年）には第4代将軍となった家綱より手水鉢の寄進があった。
20世紀以降も上皇后美智子、皇后雅子、秋篠宮妃紀子などの皇族が当寺において安産祈願を行っている。

## 境内
- 本堂
- 収蔵庫
- 庭園 - 枯山水庭園。
- 本坊 - 庫裏。
- 書院
- 庭園
- 新御堂
- 清和閣 - 信徒会館。
- 十三重石塔
- 小町之宮 - 祭神：小野小町。2007年（平成19年）再建。
- 不動堂
- 稲荷社
- 鐘楼
- 山門

## 文化財

### 重要文化財
- 木造地蔵菩薩半跏像（帯解子安地蔵菩薩） - 当寺の本尊。鎌倉時代。

### 奈良市指定有形文化財
- 絹本著色春日赤童子像 1幅 - 室町時代。

## 行事
7月23日、24日の「地蔵会式大法会（地蔵祭り）」には、門前に出店も出て賑わう。

## 前後の札所
大和北部八十八ヶ所霊場
67 龍象寺　-　68 帯解寺　-　69 円満寺
神仏霊場巡拝の道
17 大安寺　-　18 帯解寺　-　19 石上神宮